# Johann Baptist Zobel (Architekt)
Johann Baptist Zobel (* 1760 in Reutte; † 28. März 1826 in Wien) war ein österreichischer Architekt.

## Leben
Johann Zobel stammte aus einer weit verzweigten Familie von Architekten. Über seine Jugend und Ausbildung ist nichts bekannt. Ab ungefähr 1790 ist er in Wien und Umgebung als Hofbaumeister nachweisbar und insbesondere mit Kirchenprojekten und Ausstattungen befasst. Zobel, der bis in die 1820er Jahre tätig war, starb im 66. Lebensjahr an einem Lungengangrän.
Zobel war mit Magdalena, geb. Fux (1769–1843) verheiratet. Sein Bruder Michael war ebenfalls Architekt und wirkte hauptsächlich in Tirol.

## Werk
Zobels Hauptwerk ist, wohl in Zusammenarbeit mit seinem Bruder Michael, die Kalksburger Pfarrkirche, die von einem Übergang vom Spätbarock zum Klassizismus geprägt ist. Es ist anzunehmen, dass auch die klassizierende Einrichtung weitgehend auf Zobel zurückgeht, da er auch für andere Kirchen Altäre geschaffen hat.

## Bauwerke
- 1793–1801: Kalksburger Pfarrkirche, Wien
- 1799: Kapelle der Franzensburg in Laxenburg (Mitarbeit, nicht gesichert)
- 1802: Hofburgkapelle, Wien 1 (Restaurierung unter Leitung von Hofbaudirektor Struppy)
- 1813: Altartabernakel der Kapelle der Franzensburg in Laxenburg (nicht gesichert)
- 1823: Kreuzaltar, Michaelerkirche, Wien
- 1826: Juliusaltar, Michaelerkirche, Wien